# Rede Amazônica
Rede Amazônica es una red de televisión regional que actúa en los estados brasileños del Acre, Amapá, Amazonas, Rondônia y Roraima. Pertenece al Grupo Rede Amazônica, activo en áreas como televisión, radio e internet. Con su sede en Manaos, es la mayor red de televisión de la Región Norte, siendo afiliada de la Rede Globo.

## Historia
La Rede Amazônica tuvo como embrión la empresa Amazonas Publicidad Ltda., inaugurada por los periodistas Phelipe Daou, Milton Magalhães Cordero y Joaquim Margarido, el 30 de septiembre de 1968. Ante la existencia de solo una emisora en el estado de Amazonas, la TV Ajuricaba, el Ministerio de las Comunicaciones abrió competencia para la explotación comercial de más una emisora televisiva. Los tres socios, conjuntamente con Robert Phellipe Daou, forman la Rádio TV dp Amazonas Ltda en junio de 1969, a fin de concursar a esa concesión. La concesión ocurre el 11 de junio de 1970, siendo que las emisiones de la TELE Amazonas tuvieron inicio el 1 de septiembre de 1972, a través del canal 5, no encontrándose vehiculada a cualquier red nacional, transmitiendo programas adquiridos de la TV Record, de la TV Cultura, además de películas y seriados de distribuidoras como la Fox y la Columbia Pictures, hasta hacerse afiliada la Rede Bandeirantes en 1973.
El grupo decide invertir en su expansión en la región Norte del país, habiendo sido inaugurada la TV Rondônia el 13 de septiembre de 1974, bajo la concesión del Decreto n.º 72.089. Se siguieron la TV Acre, inaugurada oficialmente el 16 de octubre de 1974 (sede en Río Branco capital del estado de Acre; concesión bajo el Decreto n.º 73.981), la TV Amapá, que inició sus emisiones oficiales el 25 de enero de 1975 (sede en Macapá la capital de Amapá; concesión bajo el Decreto n.º 74.865) y la TV Roraima, el 29 de enero de 1974 (sede en Boa Vista capital del estado de Roraima; concesión bajo el Decreto n.º 74.704). Las transmisiones eran aseguradas a través del videograbadora, transportado por medio terrestre, aéreo y marítimo, hasta 1982, el cuando del inicio de las transmisiones vía satélite Intelsat.
La afiliación con la Rede Bandeirantes duró hasta 1983 para todas las emisoras, con excepción de la TV Amazonas y minigeradoras del estado, pasando estas a retransmitir la programación de la Rede Globo Fue solamente en 1986 que la TV Amazonas igualmente se hace afiliada de la emisora carioca, permitiendo la unificación de la programación y la transmisión de programas producidos en Manaos para las emisoras y retransmissoras de la red, a través de un canal del Brasilsat. La unificación de la programación duró hasta 2010, cuando se verificó el proceso inverso, la regionalización de sus señales.
Dos años después, en 1988, es lanzado el canal por satélite Amazon Sat, con el propósito de transmitir contenido sobre la Amazonia a los estados servidos por la Rede Amazônica así como de más de 50 municipios en la restante Amazonia Legal, a través de operadoras de televisión por firma y por la web-radio echos de la Amazônia.
Actualmente, cuenta con cinco emisoras propias, 11 minigeradoras, más de 200 retransmissoras y una sucursal en Brasilia.

### Televisión
| Estado   | Emisora                        | Tipo         | Inauguración             |
| -------- | ------------------------------ | ------------ | ------------------------ |
| Acre     | Rede Amazônica Rio Branco      | geradora     | 16 de octubre de 1974    |
| Acre     | Rede Amazônica Cruzeiro do Sul | minigeradora | 1985                     |
| Amapá    | Rede Amazônica Macapá          | geradora     | 25 de enero de 1975      |
| Amazonas | Rede Amazônica Manaus          | geradora     | 1 de septiembre de 1972  |
| Amazonas | Rede Amazônica Coari           | minigeradora | 2 de agosto de 2005      |
| Amazonas | Rede Amazônica Humaitá         | minigeradora | diciembre de 1983        |
| Amazonas | Rede Amazônica Manacapuru      | minigeradora | 26 de mayo de 1981       |
| Amazonas | Rede Amazônica Itacoatiara     | minigeradora | 16 de diciembre de 1976  |
| Amazonas | Rede Amazônica Parintins       | minigeradora | 16 de diciembre de 1976  |
| Rondônia | Rede Amazônica Porto Velho     | geradora     | 13 de septiembre de 1974 |
| Rondônia | Rede Amazônica Ariquemes       | minigeradora | 26 de diciembre de 1979  |
| Rondônia | Rede Amazônica Cacoal          | minigeradora | 13 de octubre de 1981    |
| Rondônia | Rede Amazônica Ji-Paraná       | minigeradora | 5 de septiembre de 1976  |
| Rondônia | Rede Amazônica Vilhena         | minigeradora | 23 de noviembre de 1977  |
| Roraima  | Rede Amazônica Boa Vista       | geradora     | 29 de enero de 1975      |
| Roraima  | Rede Amazônica Rorainópolis    | minigeradora | 6 de abril de 2005       |